# A New Day…
Az A New Day… Céline Dion élő showjának címe, mely a Las Vegas-i Caesars Palaceban futott 2003. március 25. és 2007. december 15. között. Az énekesnő 2005-ben elhatározta, hogy felhagyva a szokásos album-turné-album körforgással, egy ideig csak Las Vegasban, a Caesars Palace-ben fog hétről hétre koncertet adni. A minden előzetes várakozást felülmúló eredmények őt igazolták, előadásaira szinte lehetetlen volt jegyet szerezni.

## A show
2003 márciusában Céline olyan szerződést írt alá, melynek értelmében hetente 5 estén lépett fel, három éven át Las Vegasban, a Caesar's Palace hotel Colosseum nevű, 3 páhollyal és 4000 ülőhellyel rendelkező arénájában, melyet kifejezetten az ő showjához terveztek. A 90 perces show egyesítette a dalokat, a performance művészetet, kiegészítve számos színpadi újítással és a modern csúcstechnológiával. A showt a Dragone Productions készítette Franco Dragone vezetésével, amely többek közt megalkotója a Cirque du Soleil című, a kritikusok által is üdvözölt produkciónak. Műsora a zenetörténet egyik legmagasabb bevételt elérő produkciója lett, mely több mint 400 millió dollárt hozott a négy és fél év alatt.

## Repertoár
1. A New Day Has Come
2. The Power of Love
3. It's All Coming Back to Me Now / Because You Loved Me / To Love You More
4. I'm Alive
5. I Drove All Night
6. Seduces Me
7. If I Could
8. Pour que tu m'aimes encore
9. I Surrender
10. Ammore Annascunnuto
11. All the Way (virtuális duett Frank Sinatrával)
12. I've Got the World on a String
13. I Wish
14. Love Can Move Mountains
15. River Deep – Mountain High
16. My Heart Will Go On

### További elhangzott dalok
- Nature Boy – 2003. március és 2004. november között a műsor nyitószáma volt, majd felváltotta az A New Day Has Come
- Have You Ever Been in Love – 2003. március – november között hangzott el, majd felváltotta a Et je t'aime encore
- Et je t'aime encore – 2003. november és 2004. november között hangzott el, majd felváltotta a Pour que tu m'aimes encore
- The First Time Ever I Saw Your Face – 2004 augusztusában vették le műsorról, amikor az énekesnő egy műtéten esett át
- Aria Di Lucia De Lammermoor instrumentális változata – 2004 végén vették ki a műsorból
- 2006-ban Dion együtt dolgozott Taro Hakase hegedűművésszel, a To Love You More című dalt adták együtt elő Hakase 10 éves karrierjének ünneplésére
- A New Love – 2006. november 10-én hangzott el utoljára a műsorban
- God Bless America – 2004-ben a Függetlenség Napján hangzott el
- Happy Xmas (War Is Over) – 2004 decemberében volt a műsor része
- In Some Small Way – 2004. december és 2005. január között hangzott el a showban
- At Last, Fever – 2006 májusáig volt a műsor része, majd felváltotta az All the Way
- What a Wonderful World – 2006 augusztusáig volt a műsor része
- River Deep, Mountain High – 2006. november 11-től hangzott el
- Can't Help Falling in Love – 2007. augusztus 16–17-én hangzott el az ABC felvételei számára
- Because You Loved Me – David Foster zongorakíséretével hangzott el 2007. szeptember 1-jén
- Taking Chances – 2007. november és 2007. december között volt a műsor része
- The Christmas Song – 2007 decemberében hangzott el

## CD, DVD megjelenés
Egy tervezett DVD megjelenés helyett a show-műsor egyes dalaiból 2004. június 15-én jelent meg a  A New Day… Live in Las Vegas című album. 2007-ben a felvételek újra rögzítették, és 2007. december 11-én DVD-n, 2008. február 5-én Blu-Ray-en is kiadták. A két lemezes csomag több mint öt órás, azelőtt nem kiadott anyagot tartalmaz, valamint a koncert műsorát és három exkluzív dokumentumfilmet. A kiadványok világszerte sikert értek el a zenei DVD-listákon.